# Petra Lammert

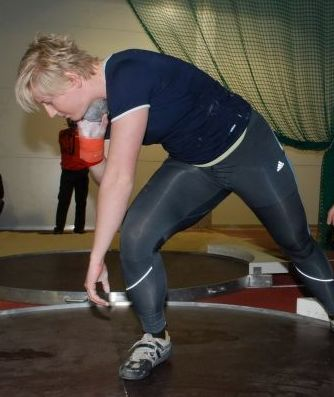
Petra Lammert 2007

Petra Lammert (* 3. März 1984 in Freudenstadt, Baden-Württemberg) ist eine ehemalige deutsche Bobsportlerin und Leichtathletin, die bei den Europameisterschaften 2006 in Göteborg die Bronzemedaille im Kugelstoßen gewann.

## Kugelstoßen

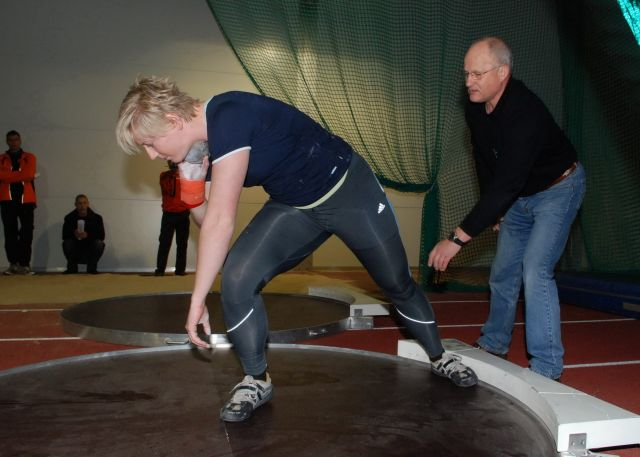
Petra Lammert mit ihrem Trainer Dieter Kollark.

Petra Lammert ist 1,77 m groß und wiegt 78 kg. Bis zum Jahr 2005 startete sie für den VfB Stuttgart, 2006 wechselte sie zum SC Neubrandenburg und wurde dort von Dieter Kollark trainiert.
Bei den Europameisterschaften 2006 in Göteborg gewann Petra Lammert mit einer Weite von 19,17 m die Bronzemedaille. Als Medaillenfavoritin reiste Lammert auch im Jahr 2007 zu den Weltmeisterschaften nach Osaka. Sie wurde allerdings mit 19,33 m nur Fünfte.
2008 erlitt sie einen Trainingsunfall, der zu langwierigen Verletzungsproblemen im rechten Ellbogen führte, so dass sie ihre Teilnahme bei den Olympischen Spielen 2008 in Peking und den Weltmeisterschaften 2009 in Berlin absagen musste. Im März 2009 gewann sie bei den Halleneuropameisterschaften in Turin mit einer Weite von 19,66 m die Goldmedaille.
Im November 2010 beendete sie aufgrund der anhaltenden Ellbogenprobleme im Alter von 26 Jahren ihre Leichtathletikkarriere.

### Erfolge
| Jahr | Erfolge                                                   |
| ---- | --------------------------------------------------------- |
| 2003 | 3. Platz Junioreneuropameisterschaften                    |
| 2004 | 5. Platz Deutsche Meisterschaften                         |
| 2005 | 5. Platz IAAF Weltfinale                                  |
| 2005 | Teilnahme Weltmeisterschaften (im Vorkampf ausgeschieden) |
| 2005 | Deutsche Juniorenmeisterin                                |
| 2005 | 4. Platz Halleneuropameisterschaften                      |
| 2005 | U23-Europameisterin                                       |
| 2006 | Deutsche Hallenmeisterin                                  |
| 2006 | Deutsche Meisterin                                        |
| 2006 | 3. Platz Europameisterschaften                            |
| 2007 | Europacup-Siegerin                                        |
| 2007 | 5. Platz Weltmeisterschaften                              |
| 2009 | 1. Platz Halleneuropameisterschaften                      |

### Persönliche Bestleistungen
| Disziplin           | Leistung | Datum        | Ort   |
| ------------------- | -------- | ------------ | ----- |
| Kugelstoßen         | 20,04 m  | 26. Mai 2007 | Zeven |
| Kugelstoßen (Halle) | 19,66 m  | 6. März 2009 | Turin |

### Leistungsentwicklung
| Jahr | Kugelstoßen (in m) | Kugelstoßen (Halle) (in m) |
| ---- | ------------------ | -------------------------- |
| 2003 | 16,23              | -                          |
| 2004 | 17,16              | -                          |
| 2005 | 19,81              | 18,69                      |
| 2006 | 19,64              | 19,25                      |
| 2007 | 20,04              | 18,31                      |
| 2008 | 19,04              | 18,63                      |
| 2009 |                    | 19,66                      |

## Bobsport
2011 wechselte Petra Lammert zum Bobsport und wurde Anschieberin der Bobpilotin Sandra Kiriasis. Bei ihrem ersten Weltcup-Einsatz in der Saison 2011/2012 in Innsbruck-Igls erreichte sie den zweiten Platz. Mit dem Gewinn jeweils der Silbermedaille bei der Europa- und der Weltmeisterschaft im gleichen Jahr krönte sie ihren Start in dieser Sportart.
Probleme mit der Bandscheibe ihrer Lendenwirbelsäule erforderten im Oktober 2013 eine Operation. Als sie weiterhin bei Trainingsbelastungen an gleicher Stelle Schmerzen hatte, musste die Operation im Januar 2014 wiederholt werden. Ihr möglicher Start bei den Olympischen Winterspielen 2014 in Sotschi war damit nicht mehr möglich. Aufgrund der Rückenprobleme beendete sie ihre Karriere im Bobsport.

### Erfolge
| Jahr | Erfolge                                       |
| ---- | --------------------------------------------- |
| 2012 | 2. Platz Bob-Europameisterschaft in Altenberg |
| 2012 | 2. Platz Bob-Weltmeisterschaft in Lake Placid |